# 安妃
安妃（あんひ）は、皇帝の妃（側室）の号。以下の人物などに与えられた。

## 中国
- 劉安妃（明節皇后） - 北宋の徽宗の妃。皇后に追封された。
- 鄭安妃 - 明の洪武帝の妃。
- 楊安妃 - 明の英宗の妃。
- 姚安妃 - 明の成化帝の妃。
- 高安妃 - 明の嘉靖帝の妃。
- 張安妃 - 明の嘉靖帝の宮御。安妃に追封された。
- 彭安妃 - 明の嘉靖帝の妃。
- 銭安妃 - 明の隆慶帝の妃。

## ベトナム
- 胡安妃 - 阮朝の啓定帝の妃。